# Henschel Hs 132
L'Henschel Hs 132 era un prototipo di aereo multiruolo con propulsione a reazione sviluppato dall'azienda tedesca Henschel Flugzeugwerke AG negli anni quaranta.
Ideato per essere utilizzato in molti diversi ruoli, da bombardiere in picchiata a caccia intercettore, a causa delle sorti avverse alla Germania alla fine della seconda guerra mondiale non riuscì mai ad essere sviluppato sufficientemente per entrare in servizio nella Luftwaffe. Fu l'unico aereo a reazione costruito ad avere il posto di pilotaggio in posizione prona.

## Storia del progetto
Nel 1937 le ricerche del DVL nel campo del bombardamento in picchiata portarono alla costruzione del Berlin-Charlottenberg B9 per studiare i vantaggi offerti dalla posizione prona del pilota, per meglio resistere alle accelerazioni in fase di richiamata. Prove effettuate con il B9 durante la guerra dimostrarono non solo i vantaggi di questa soluzione, ma anche quello della riduzione della superficie frontale a vantaggio della minore resistenza aerodinamica che si concretizzavano in una maggiore velocità massima raggiungibile dal velivolo e da un minore consumo di combustibile.
Tutto ciò portò alla progettazione e sviluppo del bombardiere in picchiata a pilota prono Hs 132, iniziato nel 1942.
Nelle specifiche progettuali era previsto che il nuovo modello potesse ricoprire due ruoli principali, bombardiere tattico in picchiata e caccia intercettore.
l'Hs 132A era la versione prevista come bombardiere in picchiata ed equipaggiato solamente con una bomba da 500 kg ad uso generale (tipo SC) o a frammentazione (tipo SD). L'equipaggiamento non prevedeva altra arma offensiva/difensiva in quanto la sua velocità non avrebbe permesso la facile intercettazione sia da parte di armi contraerei che di intercettazioni aeree da parte della caccia nemica.
L'Hs 132B, equipaggiato con il motore Junkers Jumo 004 avrebbe dovuto portare, oltre alla bomba, due cannoncini MG 151/20 calibro 20 mm con 250 colpi ciascuno.
Furono studiate altre versioni, ma a causa dell'avanzata dell'armata rossa gli stabilimenti Henschel vennero occupati prima che potesse volare il prototipo V1, mentre il prototipo V2 e V3 erano completati rispettivamente all'80% e 75%.

## Tecnica
Nelle specifiche progettuali erano previsti due ruoli principali; l'Hs 132A avrebbe dovuto essere un bombardiere in picchiata armato con una bomba SC 500 da 500 kg ma senza altre armi, mentre l'Hs 132B, invece, equipaggiato con il motore Junkers Jumo 004 avrebbe dovuto portare, oltre alla bomba, due cannoncini MG 151/20 calibro 20 mm con 250 colpi ciascuno.
Il velivolo era concepito per sopportare una accelerazione continua di 12 g, e si pensava che sarebbe stato molto difficile per l'antiaerea alleata centrare un bersaglio così piccolo che picchiava a più di 800 km/h. La fusoliera era di sezione cilindrica molto affusolata di costruzione interamente metallica ed ospitava il pilota in posizione prona dietro il muso vetrato ed i serbatoi del carburante; terminava in piani di coda a diedro con doppia deriva, simili a quelli dell'Heinkel He 162, come il motore sul dorso della fusoliera. Le ali erano in posizione media ed erano in gran parte di legno. Il carrello d'atterraggio era triciclo anteriore completamente retrattile, con la gamba anteriore che si ritirava nel muso mentre le altre due si ritiravano nelle ali.

## Versioni
(Le versioni si riferiscono a quelle progettuali)
Hs 132A
versione bombardiere in picchiata. Equipaggiato con un turbogetto BMW 003 da 800 kg di spinta ed armato con una bomba SC 500 o SD 500 da 500 kg.
Hs 132B
versione intercettore. Equipaggiato con un turbogetto Junkers Jumo 004 da 900 kg di spinta ed armato con una bomba SC 500 o SD 500 da 500 kg e 2 cannoncini MG 151/20 calibro 20 mm con 250 colpi ciascuno.
Hs 132C
versione attacco al suolo. Equipaggiato con un motore Heinkel HeS 011 da 1 300 kg ed armato con una bomba SC 500 o SD 500 da 500 kg o una bomba SD 1000 da 1 000 kg, 2 cannoni MG 151/20 da 20 mm con 250 colpi ciascuno e 2 cannoni MK 103 da 30 mm con 60 colpi ciascuno
Hs 132D
versione con apertura alare incrementata a 9,1 m